# Louis V. de Rohan
Louis V. de Rohan (* wohl 1513; † 14. Mai 1557) aus dem Haus Rohan war von 1527 bis 1557 Herr von Guéméné.

## Leben
Louis V. de Rohan-Guémené war der einzige Sohn von Louis IV. de Rohan und Marie de Rohan, der Tochter des Vicomte Jean II. de Rohan und der Marie de Bretagne.
Nach dem Tod seines Vaters im Jahr 1527 wurde er Herr von Guémené, La Roche-Moysan, Montbazon, Sainte-Maure und Baron von Lanvaux.
Nach dem Tod seines Cousins Claude de Rohan, Bischof von Cornouaille, wurde er 1540 Oberhaupt der „agnatischen Linie“ des Hauses Rohan, obwohl die Besitztümer und das Wappen des älteren Zweiges durch Heirat an René I. de Rohan übergegangen waren, der einem jüngeren Zweig der Rohan-Guémené angehörte.
Ludwig V. blieb der katholischen Konfession treu, während die Rohan-Gié den Protestantismus annahmen.
Die Baronie Montbazon wurde zugunsten von Louis V. de Rohan durch ein Schreiben von Heinrich II., König von Frankreich, im Februar 1547 in Erinnerung an die großen Dienste, die der Baron und seine Vorgänger der Krone Frankreichs geleistet hatten, zur Grafschaft erhoben.

## Ehe und Familie
Ludwig V. heiratete mit Vertrag vom 18. Juni 1529 Marguerite de Laval, Dame du Perrier, Tochter von Guy XVI., Comte de Laval, de Montfort et de Quintin, Seigneur de Vitré, Gouverneur und Admiral von Bretagne (Haus Montfort-Laval), und Anne de Montmorency. Ihre Kinder sind:
- Louis VI. (* 3. April 1540; † 4. Mai 1611), September 1570, registriert 1571, Prince de Guéméné, Comte de Montbazon et de Montauban, Baron de Marigny et de Lanvaux, etc.; ⚭ (1) 22. Juli 1561 Léonore de Rohan, Dame du Verger, Comtesse de Rochefort (* 10. Januar 1539; † 20. September 1583), Tochter von François de Rohan, Seigneur du Verger et de Gié, und Catherine de Silly, Comtesse de Rochefort (Haus Rohan); ⚭ (2) 1586 Françoise de Laval († 16. Dezember 1614[1]), Tochter von René II. de Laval, Vicomte de Bresteau, Seigneur du Bois-Dauphin, Witwe von Henri de Lenoncourt, Seigneur de Coupvray
- Renée; ⚭ (1) François de Rohan, Seigneur de Gié († 29. Dezember 1559); ⚭ (2) René de Laval-Montmorency († 8. Oktober 1562), Seigneur de Loué (Haus Montmorency); ⚭ (3) Jean de Laval-Montmorency († 29. September 1576), Marquis de Nesle, Comte de Joigny et de Maillé, jüngerer Bruder von René de Laval